# Gold Award de la meilleure actrice dans un second rôle
Le Gold Award de la meilleure actrice dans un second rôle est l'une des catégories des Gold Awards présentées annuellement pour les séries télévisées et les artistes indiens, afin de récompenser un acteur qui a fourni une performance exceptionnelle dans un rôle.
Le prix est décerné pour la première fois en 2007 et depuis, il est divisé en deux catégories : le prix de la critique et le prix populaire. Le prix de la critique est décerné par le jury de critiques affecté à la fonction, tandis que le prix du public est attribué sur la base du vote du public. 

## Liste des lauréates
- 2007 : Vaishali Thakkar (en) (Baa Bahoo Aur Baby (en))
- 2008 : Aruna Irani (Naaginn (en)
- 2009 : Pas de cérémonie
- 2010 : Smita Bansal (en) (Balika Vadhu (en))
- 2011 : Smita Bansal (en) (Balika Vadhu (en))
- 2012 : Rupal Patel (en) (Saath Nibhaana Saathiya (en))
- 2013 : Neelu Vaghela (en) (Diya Aur Baati Hum (en))
- 2014 : Neelu Vaghela (en) (Diya Aur Baati Hum (en))
- 2015 : Neelu Vaghela (en) (Diya Aur Baati Hum (en))
- 2016 : Jayati Bhatia (en) (Sasural Simar Ka (en))
- 2017 : Parul Chauhan (en) (Yeh Rishta Kya Kehlata Hai (en))
- 2018 : Anjum Fakih (en) (L'œuvre du destin)
- 2019 : Mugdha Chaphekar (en) (Les Changements du destin)